# HistoryLink
HistoryLink — онлайн-энциклопедия истории штата Вашингтон. На сайте около 7000 записей, ежедневно он привлекает 5000 посетителей. В нём 500 биографий и более 14 000 изображений.
Некоммерческая историческая организация History Ink издаёт HistoryLink.org, заявляя, что это первая в стране онлайн-энциклопедия местной и государственной истории, созданная специально для Интернета. Уолт Кроули был президентом-основателем и исполнительным директором.

## Организация
В 1997 году Кроули обсуждал подготовку исторической энциклопедии округа Сиэтл-Кинг к полувековой годовщине Denny Party в 2001 году. Его жена Мари Маккафри предложила опубликовать энциклопедию в Интернете.
Они вместе с Полом Дорпатом зарегистрировали компанию History Ink 10 ноября 1997 года на начальный капитал от Присциллы «Пэтси» Коллинз, по рождению члена богатой и известной семьи Буллит из Сиэтла. Прототип HistoryLink.org дебютировал 1 мая 1998 года и привлёк дополнительное финансирование для официального запуска в 1999 году. Веб-сайт был известен тем, что освещал протесты против ВТО в 1999 году в центре Сиэтла, поддерживая прямую трансляцию веб-камеры, направленную на пересечение 4-й авеню и Пайк-стрит. В 2003 году HistoryLink.org расширил своё содержание, чтобы охватить историю штата Вашингтон. Тем временем History Ink продолжает заниматься выпуском книг по истории.

## Награды
Кроули и HistoryLink.org получили множество наград, в том числе:
- Премия Гильдии историков Тихоокеанского Северо-Запада за 2007 год.
- Награда Управления по охране исторического наследия штата Вашингтон для СМИ в 2001 году.
- Премия Ассоциации исторических организаций округа Кинг за лучший долгосрочный проект (2000 год)[4].